# Isobilny
Isobilny (russisch Изобильный) ist eine Stadt in der Region Stawropol (Russland) mit 40.555 Einwohnern (Stand 14. Oktober 2010).

## Geografie
Die Stadt liegt im nördlichen Kaukasusvorland am Nordrand der Stawropoler Höhen etwa 65 km nordwestlich der Regionshauptstadt Stawropol, einige Kilometer östlich des Jegorlyk, eines linken Nebenflusses des Manytsch.
Isobilny ist Verwaltungszentrum des gleichnamigen Rajons.
Die Stadt liegt an der auf diesem Abschnitt 1897 eröffneten Eisenbahnstrecke Kropotkin (Station Kawkasskaja)–Stawropol–Elista. Die Station der Stadt heißt Isobilnaja.

## Geschichte
In der Nähe der heutigen Stadt wurde 1872 das Dorf Tischtschenskoje gegründet. Beim Bau der Eisenbahnstrecke nach Stawropol um 1895 entstanden hier eine Stationssiedlung und ein Ausbau des Dorfes namens Isobilowo-Tischtschenski.
Diese wuchsen zusammen und erhielten 1935 den Namen Isobilnoje.
Im Zweiten Weltkrieg wurde der Ort am 3. August 1942 von der deutschen Wehrmacht besetzt und am 22. Januar 1943 von Truppen der Transkaukasusfront der Roten Armee zurückerobert.
1965 wurde das Stadtrecht unter dem heutigen Namen verliehen.

### Bevölkerungsentwicklung
| Jahr | Einwohner |
| ---- | --------- |
| 1939 | 6.659     |
| 1959 | 11.130    |
| 1970 | 23.210    |
| 1979 | 29.171    |
| 1989 | 32.905    |
| 2002 | 38.926    |
| 2010 | 40.555    |

Anmerkung: Volkszählungsdaten

## Kultur und Sehenswürdigkeiten
Isobilny besitzt ein Historisches und Heimatmuseum.
Im Dorf Moskowskoje sind Überreste einer Festung der Asow-Mosdoker Verteidigungslinie von 1780 an der damaligen Südgrenze des Russischen Reiches sowie eine Kirche aus dem 19. Jahrhundert erhalten; in der Staniza Roschdestwenskaja ebenfalls eine Kirche aus dem 19. Jahrhundert.

## Wirtschaft
In Isobilny gibt es Betriebe der Lebensmittel- und elektrotechnischen Industrie sowie der Baumaterialienwirtschaft. Die Stadt ist Zentrum eines Landwirtschaftsgebietes.
Bei der Siedlung Solnetschnodolsk befindet sich das Stawropoler Wärmekraftwerk (Stawropolskaja GRES).
Nahe Isobilny beginnt seit 2003 die Erdgaspipeline Blauer Strom, die über 1213 Kilometer durch das Schwarze Meer nach Samsun und weiter nach Ankara in der Türkei führt.